# Ceráin
Ceráin (oficialmente en euskera: Zerain) es un municipio de la provincia de Guipúzcoa, País Vasco (España).
Ceráin es una pequeña localidad rural de la comarca guipuzcoana del Goyerri. Dentro del País Vasco, fue pionera en el desarrollo del turismo rural, que tiene gran importancia en la economía local.
El pueblo cuenta con un Museo Etnográfico y una tienda de productos artesanales. También han sido restaurados y acondicionados para su visita una antigua prisión medieval y una serrería hidráulica, que suele ponerse en funcionamiento los fines de semana y festivos.
Domingo de Goya, tatarabuelo del célebre pintor Francisco de Goya era natural de Ceráin. Debido a los vínculos familiares que unían al universal pintor aragonés con Ceráin, se le erigió un monumento en su honor en el pueblo.

## Demografía
Ceráin cuenta con una población de 280 habitantes (INE 2024).
| Gráfica de evolución demográfica de Ceráin entre 1842 y 2021                                                        |
| |
| Población de derecho según los censos de población del INE Población de hecho según los censos de población del INE |

## Administración y política
| Partido político                     | 2015  | 2015       | 2011  | 2011       | 2007  | 2007       | 2003  | 2003       | 1999  | 1999       | 1995  | 1995       | 1991  | 1991       |
| Partido político                     | %     | Concejales | %     | Concejales | %     | Concejales | %     | Concejales | %     | Concejales | %     | Concejales | %     | Concejales |
| Euskal Herria Bildu (EH Bildu)-Bildu | 92,19 | 7          | —     | —          | —     | —          | —     | —          | —     | —          | —     | —          | —     | —          |
| Zerain Herri Kandidatura (EB-AZ)     | 0,00  | 0          | 71,52 | 4          | 93,38 | 5          | 98,97 | 7          | 81,07 | 5          | 83,06 | 5          | —     | —          |
| Partido Popular del País Vasco (PP)  | —     | —          | 0,66  | 1          | 1,32  | 0          | 0,00  | 0          | —     | —          | —     | —          | —     | —          |
| Independientes                       | —     | —          | —     | —          | —     | —          | —     | —          | —     | —          | —     | —          | 86,09 | 5          |

Dos partidos presentaron candidatura en las elecciones municipales en este municipio en los años 2007 y 2011. Una candidatura independiente por Ceráin, y el Partido Popular. Este fue el resultado en 2007:
- Candidatura Popular por Ceráin (Zeraingo Herri Kandidatura-ZHK): 129 votos (5 concejales).
- Partido Popular (PP): 2 votos (0 concejales).

Esto hizo que saliera vencedor el actual alcalde de la ciudad José Manuel Oria, con clara mayoría absoluta al conseguir las 5 concejalías, dejando al Partido Popular sin representación alguna, por no llegar al mínimo porcentaje de votos para lograr escaño, debido a los dos únicos votos que obtuvo.
En 2011 el resultado fue:
- ZHK: 108 votos (4 concejales).

- PP: 1 voto (1 concejal).

A pesar de haber obtenido un solo voto, la junta electoral de Azpeitia atribuyó al PP con un concejal.Esta curiosa situación fue debido a un error informático en el recuento de los votos
En 2015, la lista vecinal ZHK retiró su candidatura al presentarse EH Bildu, acusando a EH Bildu de «romper el modelo participativo». El resultado fue:
- EH Bildu: 59 votos (7 concejales).

La abstención fue del 68,47 %.
En 2019 se presentan a las elecciones municipales Esukal Herria Bildu, EH Bildu y las lista ZHK Zeraingo Herri Kandidatura, que en las anteriores elecciones retiró su candidatura; en esta ocasión la participación rozó el 97 % y los resultados:
- EH Bildu  105 votos (4 concejales)
- ZHK        89 votos (3 concejales)

Con esta situación quedan deslegitimadas las acusaciones vertidas en los anteriores comicios por parte de ZHK.

## Cultura

### Monumentos y lugares de interés
Los últimos años la oferta turística que el pueblo de Ceráin ofrece ha aumentado considerablemente. Durante todo el año se ofrecen visitas tanto culturales, medioambientales como gastronómicas centralizadas en la oficina de turismo localizada en el casco mismo de Ceráin.

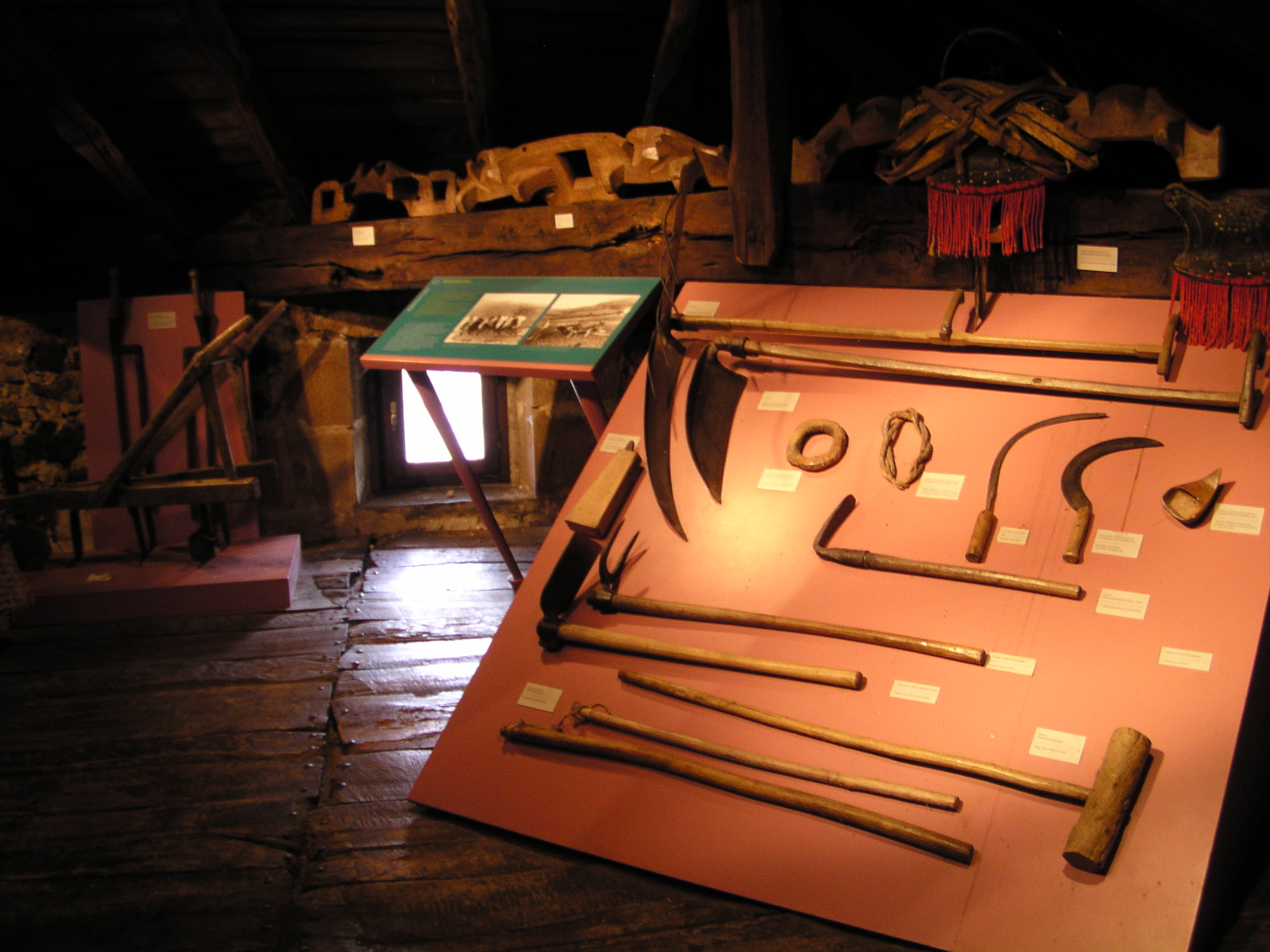
Museo etnográfico de Ceráin

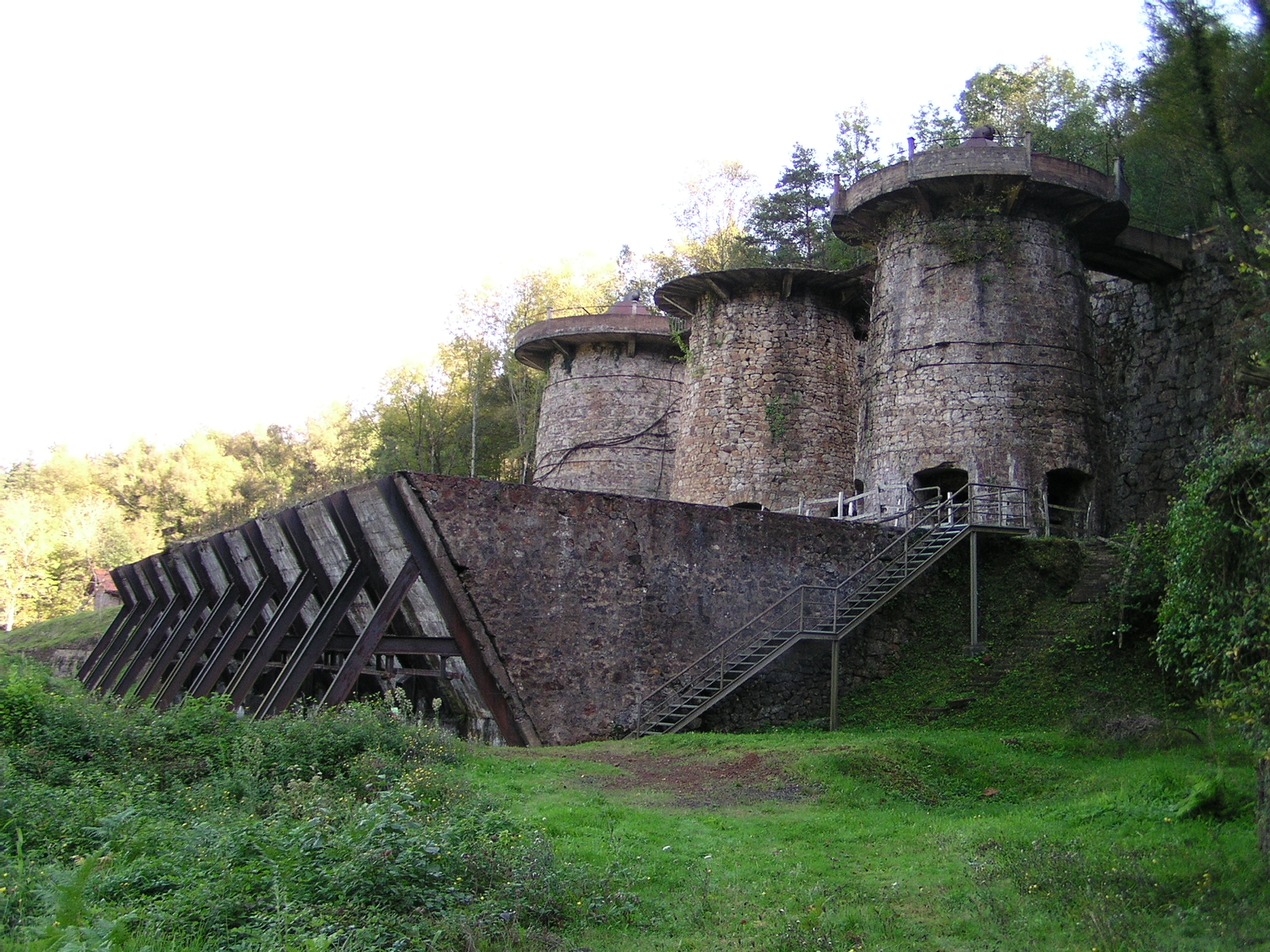
Minas de Ceráin

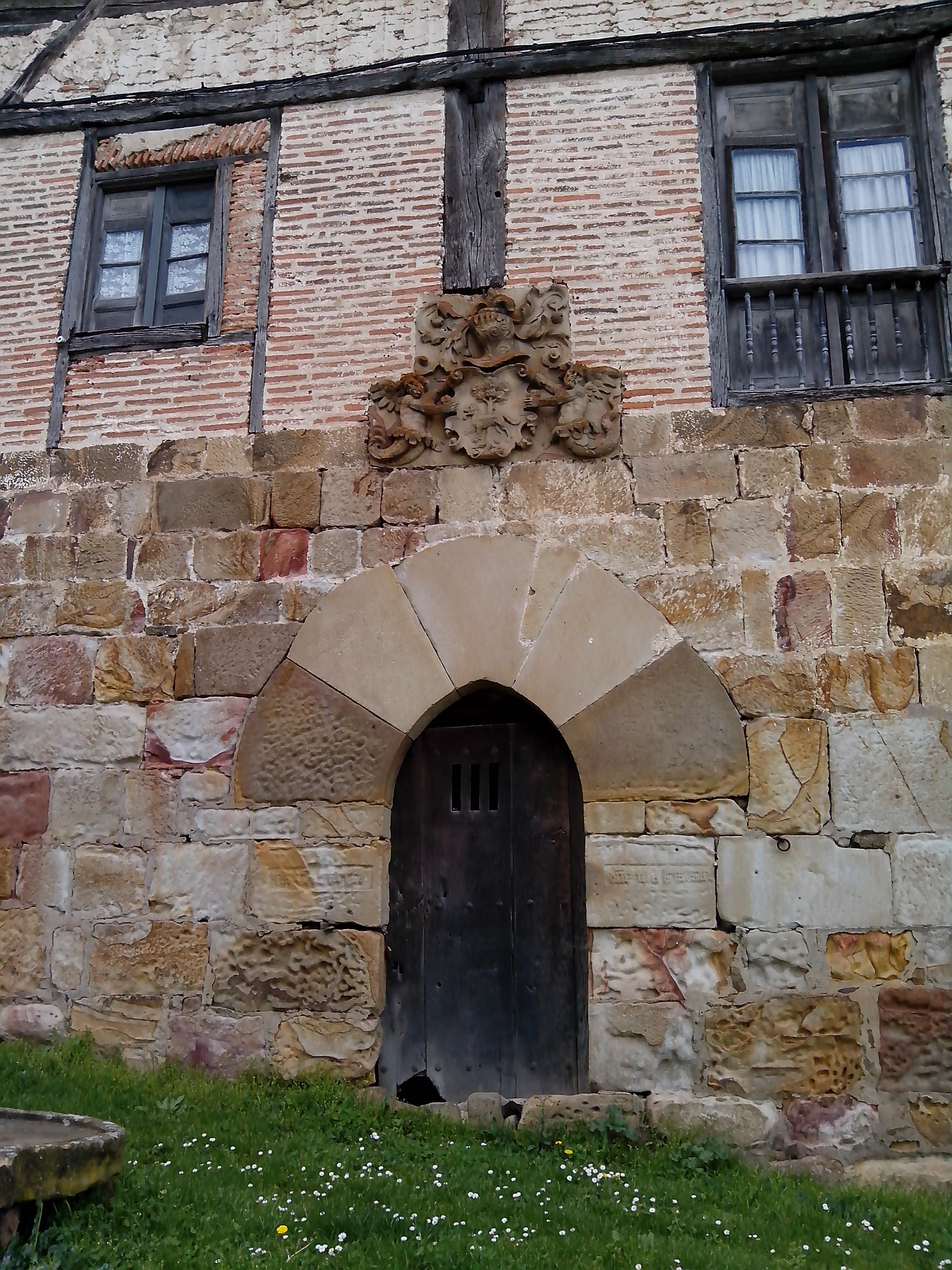
Casa Jauregi

- Museo etnográfico: realizada con donaciones hechas por los mismos zeraindarras, recoge la esencia del espíritu del pueblo. También dispone de un emotivo diaporama sobre el desarrollo del modo de vida de los zeraindarras.
- Cárcel 1.711: único ejemplo en el País Vasco de cárcel o mazmorra del siglo XVIII. Su peculiar característica es el sellado de todas las paredes y techo con madera de roble. Se sitúa dentro del Restaurante Ostatu de Zerain que se encarga también de mostrar la cárcel a los visitantes.
- Serrería hidráulica Larraondo: Datada en el siglo XIX, todavía se puede ver en marcha todas las herramientas antiguas empujadas por el agua del riachuelo. La visitas se realizan todos los fines de semana y festivos a las 12 del mediodía y parten desde la oficina de turismo.
- Complejo minero de Aizpea: Situada en la montaña del hierro como es conocida en la comarca, se encuentra dentro de la ruta del hierro. El mismo lugar ofrece la posibilidad de ver todo el proceso de extracción de hierro desde las galerías, el almacén, los hornos de calcinación e incluso el cable aéreo por el que se transportaba el hierro. Todos los fines de semana y festivos a las 12 del mediodía se realizan visitas guiadas que parten desde la oficina de turismo.
- Aizpitta, Centro de Interpretación de las minas: moderno e interactivo, sitúa al visitante en la época en la que se extraía el hierro. También dispone de una catalogación de piezas antiguas de hierro realizada por el Ingeniero de Aranzadi Manuel Laborde.
- Escultura a Francisco de Goya: escultura realizada por el artista Joxe Mari Telleria en homenaje a la familia de Goya descendiente de Zerain.
- Iglesia de Nuestra Señora de la Asunción (siglo XVI). Cruz románica del siglo XIII.
- Palacio Jauregui, monumento al famoso curandero del general carlista Tomás de Zumalacárregui, bolera tradicional, calzada real, estelas funerarias...

### Fiestas

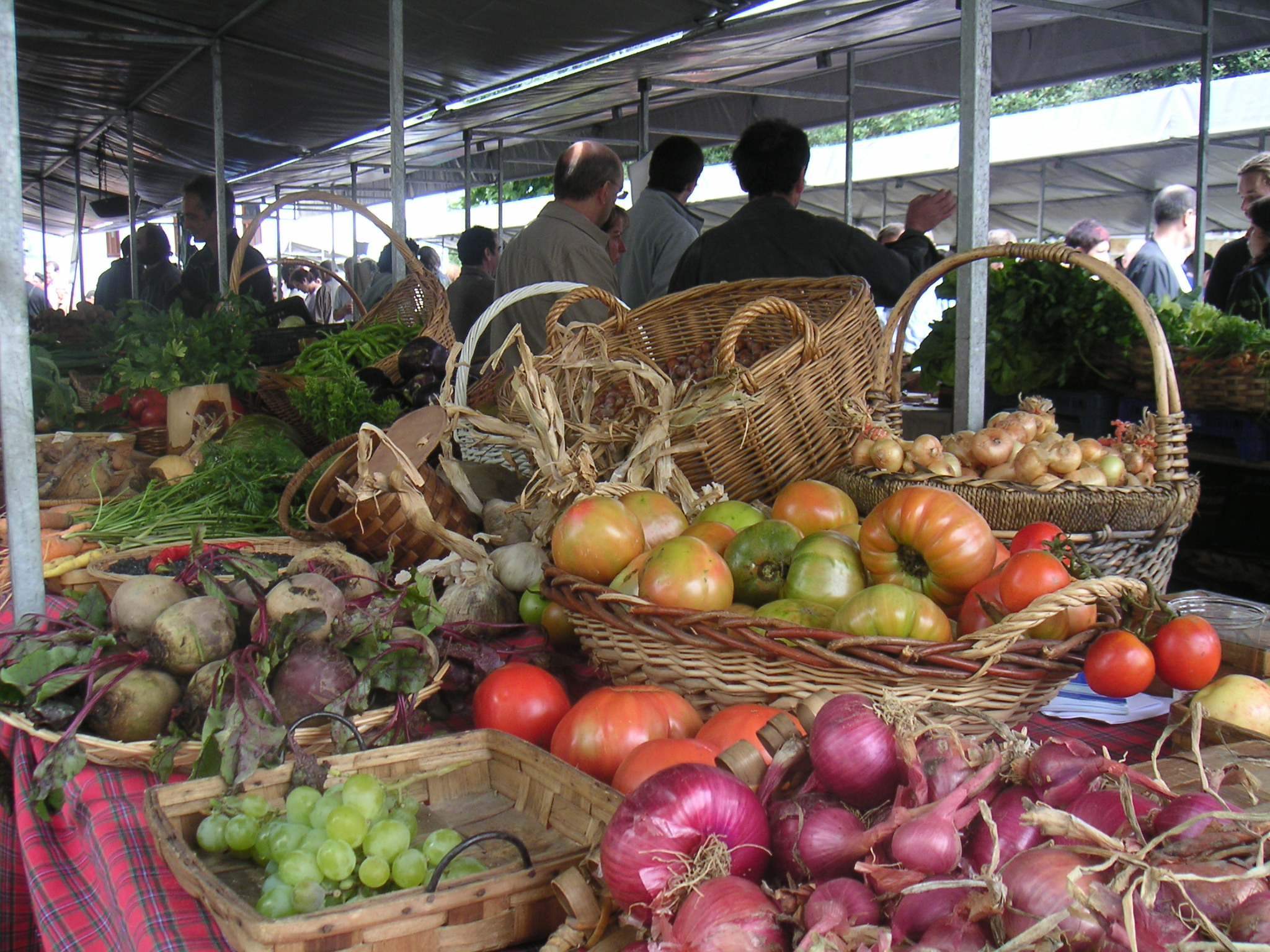
Feria ecológica

Las fiestas patronales se celebran el 14, 15 y 16 de agosto.
Semana cultural: Se celebra la tercera semana de septiembre. Durante estos días se organizan actividades de toda clase: el día del jubilado, conferencias, proyección de diapositivas, el día del niño, exposición de carboneras, caleras, exhibición de ropas antiguas, etc. que culmina el domingo con una feria ecológica que reúne a productores ecológicos de toda Guipúzcoa y País Vasco. Durante esta jornada, también se organizan talleres de pan, sidra, alpargatas, permacultura, arquitectura biodinámica, etc.

## Personas destacadas
- Domingo de Goya y Villamayor (siglo XVII): maestro de tatarabuelo de Francisco de Goya
- José Francisco Tellería, Petriquillo (1774-1842): curandero, quien dio nombre a los petriquillos
- Juan Goikoetxea Maiza (1913-1983): sacerdote jesuita y escritor en lengua vasca
- Inozentzio Olea (1921-2010): escritor y bertsolari en lengua vasca

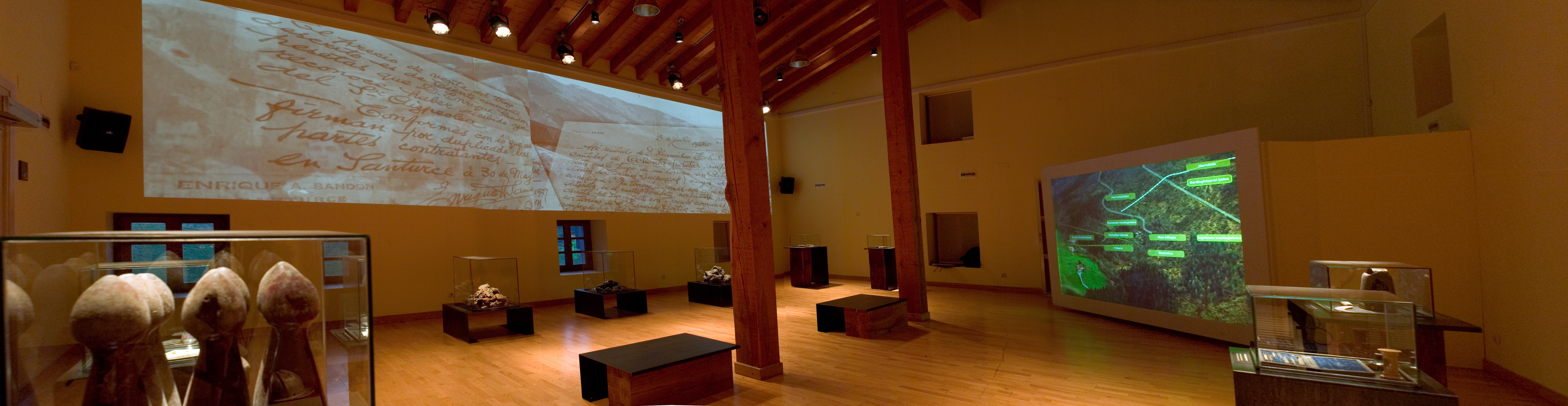
Aizpitta: Nuevo Centro de Interpretación de las minas de Aizpea